# Halt and Catch Fire
Halt and Catch Fire is een Amerikaanse dramaserie van bedenkers Christopher Cantwell en Christopher C. Rogers. De serie ging op 1 juni 2014 in première op de Amerikaanse zender AMC. In 2017 werd het vierde en laatste seizoen van de serie uitgezonden.

## Oorsprong
In november 2012 vroeg AMC een pilot van Halt and Catch Fire aan. In april 2013 gingen de opnames van start in Atlanta, Georgia. Drie maanden later zette AMC het licht op groen voor de serie die bedacht werd door Christopher Cantwell en Christopher C. Rogers. Op 8 maart 2014 werd de pilot vertoond op het festival South by Southwest. Op 19 mei 2014 kon de eerste aflevering ook bekeken worden via de Tumblr-pagina van AMC. Op 1 juni 2014 ging Halt and Catch Fire officieel in première.
De titel van de serie verwijst naar de gelijknamige machinetaalinstructie die ervoor zorgt dat de centrale verwerkingseenheid (CPU) van een computer ophoudt met functioneren.

## Verhaal
De serie speelt zich af in het Texas van de vroege jaren 1980. Joe MacMillan is een ambitieuze zakenman met een verleden bij IBM. Op een dag sluit hij zich aan bij het bescheiden computerbedrijf Cardiff Electric. Daar ontmoet hij Gordon Clark, een getalenteerde maar miskende computeringenieur met een drankprobleem. Wanneer het tweetal via reverse engineering de PC van IBM probeert te klonen om zo een betere en goedkopere computer te creëren, ontstaat er een grote concurrentiestrijd tussen MacMillans vorige en huidige werkgever. Om te voorkomen dat IBM hen kan aanklagen, neemt Cardiff Electric de jonge computeringenieur Cameron Howe in dienst om een compatibele BIOS te programmeren.

## Cast

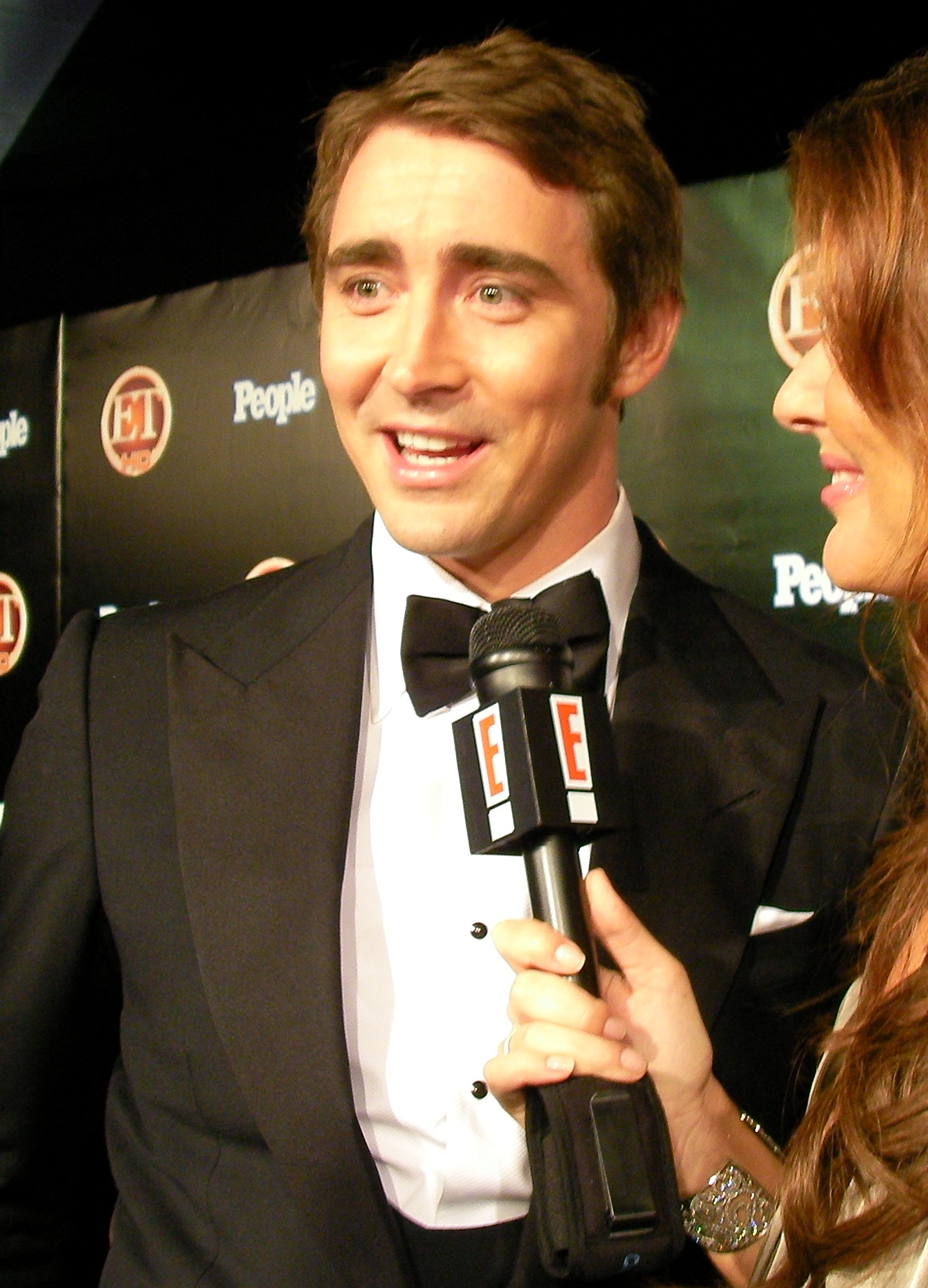
Hoofdrolspeler Lee Pace.

- Lee Pace - Joe MacMillan
- Scoot McNairy - Gordon Clark
- Mackenzie Davis - Cameron Howe
- Kerry Bishé - Donna Clark
- Toby Huss - John Bosworth
- Mark O'Brien - Tom Rendon

## Trivia
- In de film Argo (2012) vertolken Kerry Bishé en Scoot McNairy eveneens een getrouwd koppel. Bovendien speelt de film zich net als Halt and Catch Fire af in de jaren 80.

## Muziek
In 2016 bracht de componist van de filmmuziek Paul Haslinger een album uit onder de titel Halt and Catch Fire. Het werd uitgebracht door Fire Records via Lakeshore Records. Het bevat 23 muziekfragmenten uit de serie: 
Titels: 1. Golden Gate (2:06); 2. A wolf in Unix (1:17); 3: The scenic route (1:49); 4. First day on the job (1:16); 5: It speaks (4:21); 6: Reverse engineering (2:26); 7: Security is a myth (3:03); 8: The morning after (2:23); 9: Rooftops fireworks (1:17); 10: I need a little time (1:09); 11: Western arrivals (1:36); 12: The slingshot (1:17); 13:10broad36 (0:33); 14: The way in (0:33); 15: Run time (0:30); 16: Last nerve (0:59); 17: Gordon steals a cabbage patch (2:34); 18: The cost of doing business (1:52); 19: Joe’s truth (2:05); 20: Go get the bike (1:27); 21: The end of Donna’s day (1:05); 22: It’s not right (1:23) en 23: MacMillan utility (1:53).
In 2019 volgde Halt and Catch Fire, Volume 2 met muziekfragmenten in dezelfde constructie. Titels: 1: Mosaic (6:18); 2. Cameron’s motorcycle diaries (2:33); 3. Venture capital (1:34); 4. Impossible to love (2:15); 5. Why I finally told him (1:58), 6. The connection (2:32), 7. Into the river (2:11), 8. Life interrupted (1:48), 9. Empty rooms (2:53), 10. Off to Seattle (2:00), 11. Phoenix (1:57), 12. Dreams and misfits (3:08), 13. It worked for awhile/Cam and Joe (1:15), 14. I have an idea (2:03).